# 上海大旅社
上海大旅社位于江苏省连云港市连云区连云街道胜利社区胜利路49号，依山面海，由上海马姓商人建于1933年，建筑面积861平方米，高15米。中西合璧风格，中式屋顶，欧式立面，装饰兼有西式柱式和中国传统图案。1945年，连云市市政府曾设于此。1949年，华东军管会曾在此设华东青年干校。1960-1980年代为市政府第三招待所。
2010年，上海大旅社公布为连云港市第四批文物保护单位。2019年3月20日，升格为江苏省文物保护单位。